# Tilancingo
Tilancingo är en ort i Mexiko.   Den ligger i kommunen Coatlán del Río och delstaten Morelos, i den sydöstra delen av landet, 80 km söder om huvudstaden Mexico City. Tilancingo ligger 1 057 meter över havet och antalet invånare är 733.
Terrängen runt Tilancingo är huvudsakligen kuperad, men söderut är den platt. Runt Tilancingo är det ganska tätbefolkat, med 108 invånare per kvadratkilometer. Närmaste större samhälle är Puente de Ixtla, 19,7 km sydost om Tilancingo. I omgivningarna runt Tilancingo växer huvudsakligen savannskog.